# Gustaf Lagerfelt
Gustaf Axel Fredrik Lagerfelt, född 8 maj 1832 i Kärna församling, Östergötlands län, död 17 december 1923 i Kärna församling, Östergötlands län, var en svensk militär och hovman.

## Biografi
Gustaf Lagerfelt föddes 1832 på Lagerlunda i Kärna socken. Han var son till hovmarskalken Israel Carl Adam Lagerfelt och grevinnan Louisa Wachtmeister af Johannishus. Lagerfelt blev 1 juli 1847 kadett vid Krigsakademien på Karlberg och utexaminerades 21 juni 1852. Han blev 2 juli 1852 underlöjtnant vid Andra livgrenadjärregementet och 17 juli 1858 löjtnant. Lagerfelt deltog i gevärsbesiktningen i Liége sommaren 1855 och åtföljde såsom adjutant generalmajoren Per Christian Lovén på hans beskickning till hoven i Haag och London i anledning av kung Karl XV:s tronbestigning sommaren 1859. Han utnämndes i juli 1859 till riddare av Nederländska Lejonorden och blev 4 juli 1866 kapten med avsked 25 april 1873. Lagerfelt utnämndes 11 februari 1878 till riddare av Carl XIII:s orden, 11 februari 1878 riddare av Svärdsorden och var från 1880 till 1897 vice ordförande i Östergötlands läns hushållningssällskap, samt ledamot av förvaltningsutskottet 1865–1897. Han var från 1882 ordförande i styrelsen för Östergötlands läns lanbruksskola vid Bjärka Säby och blev 1 december 1884 kabinettskammarherre vid Kungliga hovet. Lagerfelt utnämndes 1 december 1886 till kommendör av första klassen av Vasaorden, blev 1897 hedersledamot av Östergötlands läns hushållningssällskap, mottog 18 september 1897 Konung Oscar II:s jubileumsminnestecken och 6 juni 1907 Konung Oscar II:s och Drottning Sofias guldbröllopsminnestecken. Han avled 1923 på Lagerlunda i Kärna socken och begravdes på Kärna kyrkogård.

### Egendom
Lagerfelt ägde från 1869 till 1913 gården Lagerlunda i Kärna socken.

### Familj
Lagerfelt gifte sig 11 september 1866 i Linköpings domkyrka med Hedvig Lovén (1846–1928), dotter till generalmajoren Per Christian Lovén och Hedvig Augusta De Geer af Leufsta. De fick tillsammans barnen Augusta Lagerfelt (född 1868), Louise Lagerfelt (född 1870) som var gift med greve Arvid Fredrik Wachtmeister af Johannishus, godsägare och riksdagspolitiker Israel Lagerfelt (1874–1956), generalen Axel Lagerfelt (1877–1958) och Alarik Lagerfelt (född 1883).